# Koralówka tępowierzchołkowa

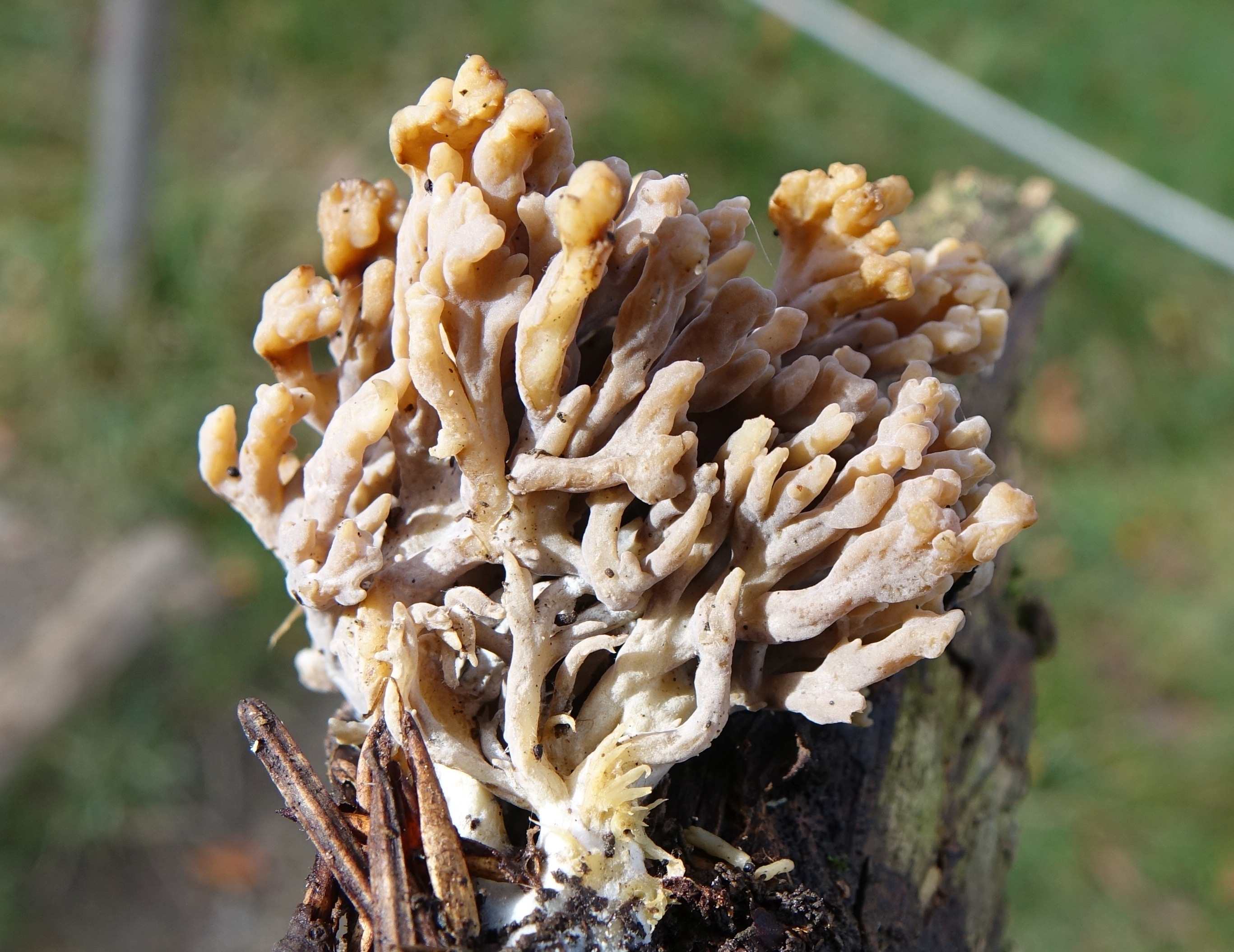

Koralówka tępowierzchołkowa (Ramaria obtusissima (Peck) Corner) – gatunek grzybów z rodziny siatkoblaszkowatych (Gomphaceae).

## Systematyka i nazewnictwo
Pozycja w klasyfikacji według Index Fungorum: Ramaria, Gomphaceae, Gomphales, Phallomycetidae, Agaricomycetes, Agaricomycotina, Basidiomycota, Fungi.
Po raz pierwszy opisał go w 1913 r. Charles Horton Peck, nadając mu nazwę Clavaria obtusissima. W 1950 r. Edred John Henry Corner przeniósł go do rodzaju Ramaria. Pozostałe synonimy:
- Clavaria obtusissima var. minor Peck 1913
- Ramaria flava var. scandinavica (R.H. Petersen) Christan 2008
- Ramaria obtusissima var. gigantea K.S. Thind & Dev 1957
- Ramaria obtusissima var. incarnata Corner 1970
- Ramaria obtusissima var. scandinavica R.H. Petersen 1989

Polską nazwę zaproponował Władysław Wojewoda w 2003 r.

## Morfologia
Owocnik
Klawarioidalny, krzaczkowaty, osiągający wymiary do 19 × 17 cm, kształt szeroko jajowaty do kulistego. Trzon do 10 × 5 cm, często mniejszy, pojedynczy, solidny, zaokrąglony u nasady do tępo zwężającego się, gładki, często otoczony kępami małych gałązek, w miejscach zacienionych biały, powyżej blado matowo ochrowy, nie zmieniający barwy po uciśnięciu. Dzieli się na 2–4 główne gałęzie o grubości do 3 cm, wznoszące się prawie pionowo, klapowane, kanałowe lub pofałdowane, w młodym wieku blado matowo ochrowe, z wiekiem ciemniejące do głęboko mięsistych, często rozszczepiające się wzdłużnie pod ciężarem górnej części. Górne gałązki tej samej barwy, o grubości do 1,5 cm. Stosunek długości między rozgałęzieniami gwałtownie maleje w okresie dojrzałości. Wierzchołki w młodym wieku palczaste, szorstkie, żółtoochrowe z wiekiem rozszerzają się do nieregularnie słupkowatych, i stają się ciemno złotoochrowe, ostatecznie blaknąc do koloru gałęzi. Miąższ miękki, wilgotny, ale nie śliski o lekko zjełczałym zapachu i gorzkim smaku.
Cechy mikroskopowe
Strzępki w tramie górnych gałęzi o średnicy 2,5–17 µm, szkliste, czasami ze sprzążkami, cienkościenne, równoległe. Sprzążki w kształcie cebulki, ze ścianami o grubości do 1,5 µm, gładkie. Strzępki gleocystydialne występują sporadycznie, jako nieograniczone krótkie odcinki strzępek refrakcyjnych. Podstawki 49–55 × 8–11 µm, maczugowate, 4-sterygmowe ze sprzążkami i zawartością jednorodną lub z kilkoma rozproszonymi, małymi gutulami. Bazydiospory 12,6–15,8 × 4,0–4,3 µm, cylindryczne do beczułkowatych, płowożółte z zawartością jednorodną lub z 1-3 ciemnymi wtrąceniami. Ściana o grubości do 0,3 µm, powierzchnia gładka, co najwyżej z kilkoma wąskimi, niewyraźnymi, podłużnymi prążkóami. Wyrostek wnęki wydatny, prawie prostopadły do osi zarodników.
Gatunki podobne
Jest wiele podobnych gatunków koralówek. Cechami charakterystycznymi dla koralówki tępowierzchołkowej są tępe, z wiekiem nabrzmiałe, słupkowate wierzchołki gałązek, barwa od żółtej do ochrowej i gładkie zarodniki.

## Występowanie i siedlisko
Występuje w Ameryce Północnej, Europie i Azji. W Polsce w 2003 r. W. Wojewoda przytoczył jedno stanowisko, w późniejszych latach podano kilka następnych. Znajduje się na Czerwonej liście roślin i grzybów Polski. Ma status E – gatunek wymierający, którego przeżycie jest mało prawdopodobne, jeśli nadal będą działać czynniki zagrożenia.
Występuje w iglastych lasach.